# Rotes Haus (Leipzig)

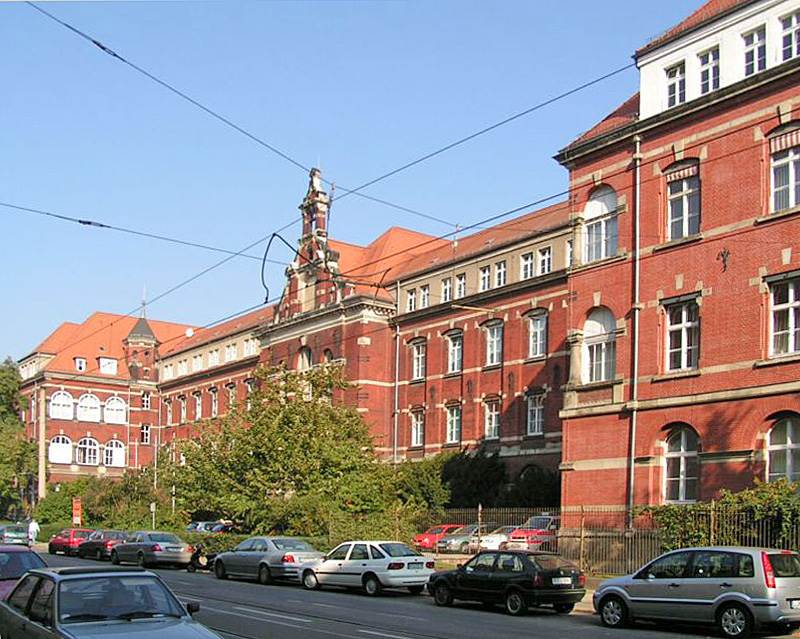
Das Rote Haus (2005)

Das Rote Haus in Leipzig ist ein historisches Gebäude des Universitätsklinikums Leipzig. Es steht an der Philipp-Rosenthal-Straße im Ortsteil Zentrum-Südost und dient der medizinischen Forschung. Es genießt Denkmalschutz.

## Geschichte
Das Gebäude wurde geplant und errichtet als Siechenhaus „für Personen, welche infolge angeborener oder erworbener körperlicher oder geistiger Gebrechen erwerbsunfähig sind und gleichzeitig zwar nicht einer ärztlichen Heilbehandlung, wohl aber einer besonderen Pflege und Überwachung bedürfen“. Bauherr war das unter städtischer Verwaltung stehende Johannishospital. Die Pläne im Baustil des Historismus stammten vom Leipziger Architekten und Baudirektor Hugo Licht (1841–1923). Das Gebäude wurde von 1887 bis 1889 errichtet und erhielt wegen seiner Farbe vom Volksmund bald den Namen Rotes Haus.

Gartenseite (1910)
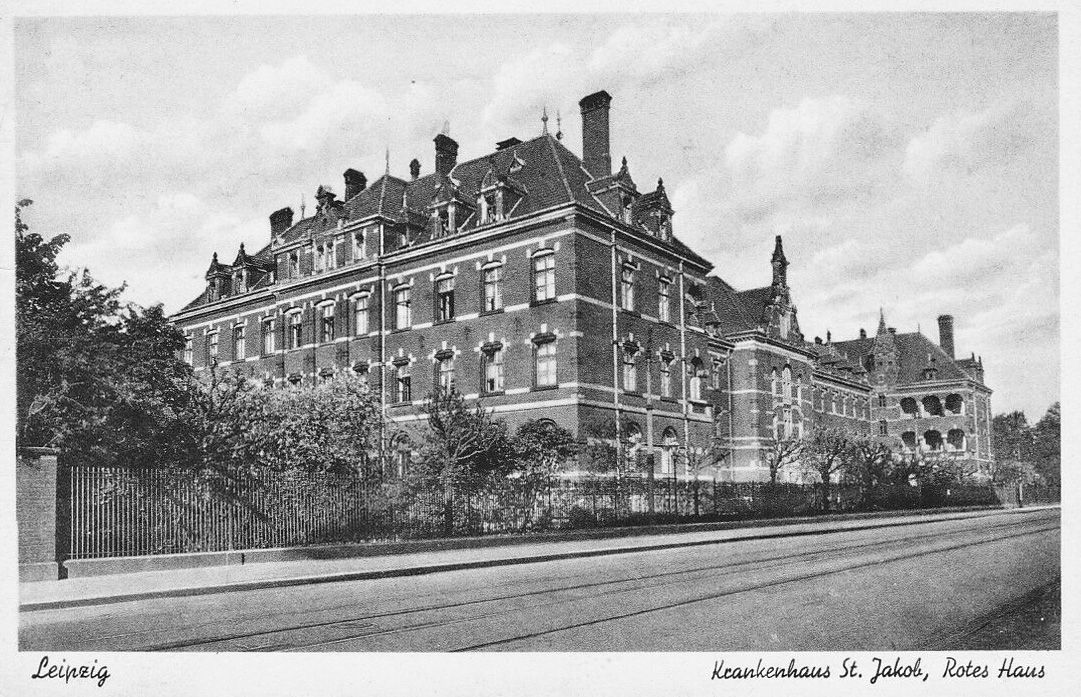
Rotes Haus (1942)
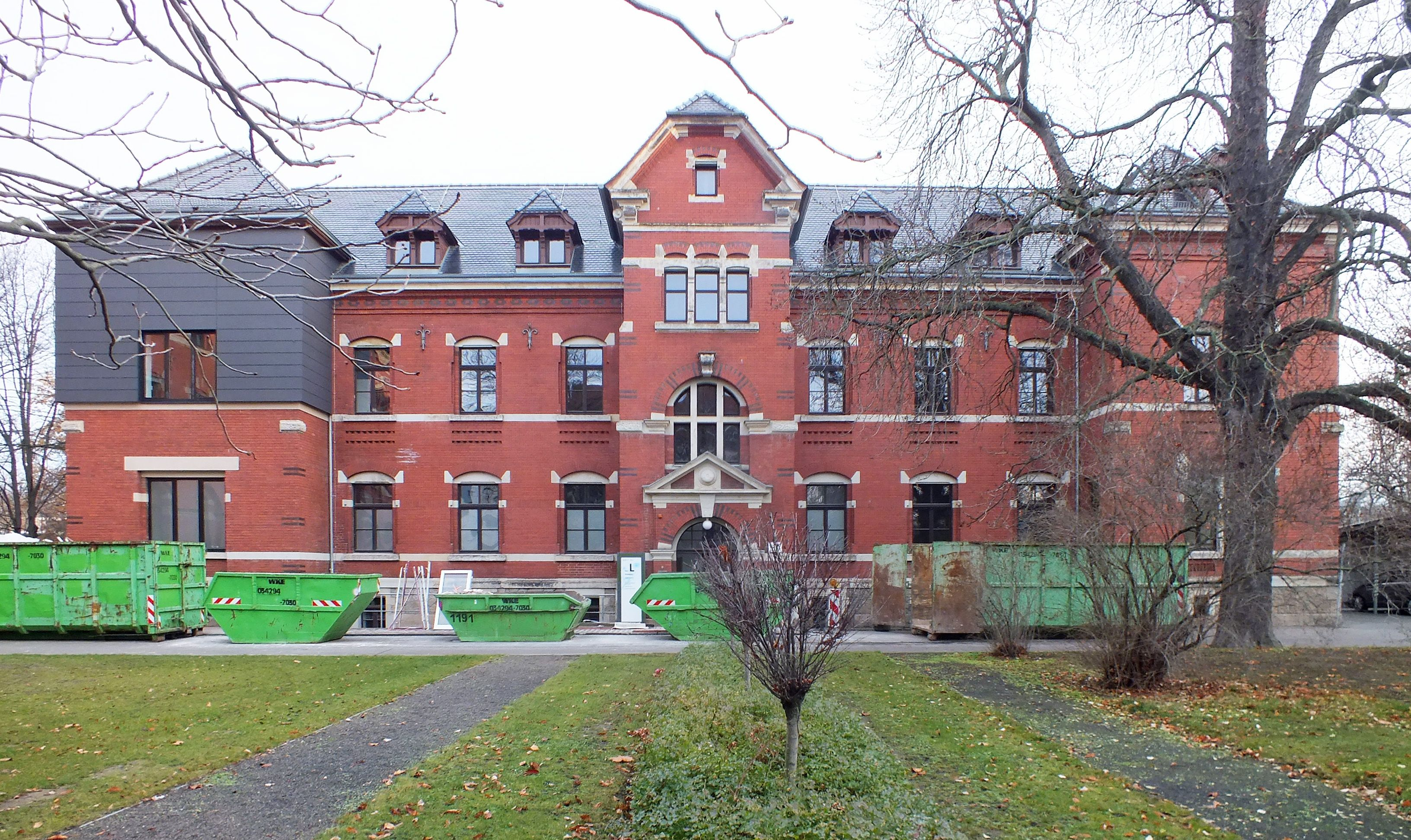
ehem. Kinderhaus (2020)
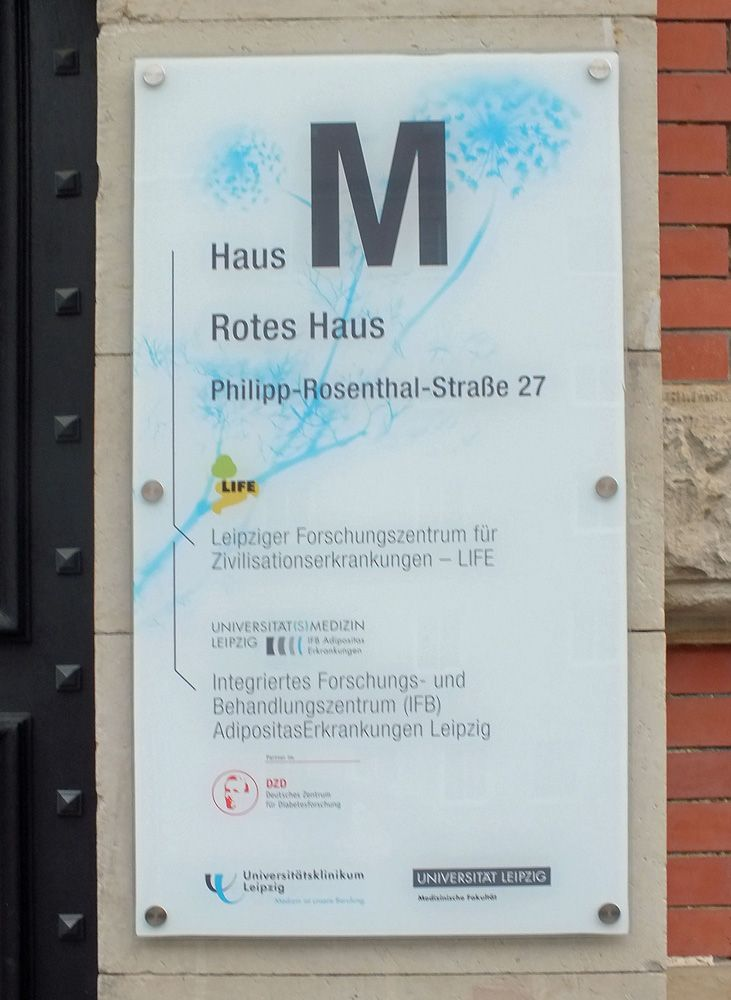
Tafel zur heutigen Nutzung

Das Haus war für 180 Personen vorgesehen, Frauen und Männer jeweils in einem der beiden Seiten. In dem Gartengelände dahinter standen ein Haus für 40 Kinder und ein Wirtschaftsgebäude. Da im benachbarten St. Jakob-Krankenhaus zu dieser Zeit Platzmangel herrschte, wurde der Neubau zunächst mit Kranken belegt. Bei dieser Lösung blieb es. Das Rote Haus galt bald als Wahrzeichen des Krankenhauses St. Jakob und wurde das Zentrum für die Innere Medizin.
Im Zweiten Weltkrieg wurden das Wirtschaftsgebäude zerstört und das Hauptgebäude stark beschädigt. In der Folgezeit wurde nach Reparatur das Dachgeschoss des Hauptgebäudes weitestgehend ausgebaut und unter Stilbruch der Gesamtarchitektur mit Putz versehen.
1953 ging das Rote Haus wie das gesamte St.-Jakob-Krankenhaus an die Universität und wurde Teil des Universitätsklinikums. 

## Jüngere Vergangenheit und Gegenwart
Nach 1990 wurde aufgrund zahlreicher Neubauten der Patientenbetrieb in der Liebigstraße konzentriert, was schließlich zum Leerstand des Roten Hauses führte. 
Ab 2011 wurden Teile in zwei Bauabschnitten grundlegend saniert und der weiteren Nutzung angepasst: Im 1. Bauabschnitt wurden Ostflügel und Mitteltreppenhaus komplett saniert, Fenster und Fassaden denkmalgerecht überarbeitet und erneuert sowie die Ebenen für die Unterbringung der Forschungsprojekte umgebaut. Die Studienambulanz des Integrierten Forschungs- und Behandlungszentrums (IFB) Adipositas Erkrankungen in Leipzig öffnete am 15. November 2012 ihre Pforten für Teilnehmer wissenschaftlicher Untersuchungen zur Erforschung krankhaften Übergewichts (Adipositas). 
Die rund 11 Millionen Euro Investitionskosten aus Mitteln des Konjunkturprogramms, der Medizinischen Fakultät und des Freistaats Sachsen ermöglichten dem LIFE-Forschungszentrum ab Mai 2012 eine deutlich höhere Untersuchungskapazität. Planender Architekt war die HDR TMK Planungsgesellschaft mbh.
Aktuell (Stand: September 2022) zeigt sich beim Betrachten von der Straßenseite, dass alle Etagen des Gebäudes zwischen Hauptportal und Ostflügel saniert sind und genutzt werden, während die Etagenbereiche zwischen Hauptportal und Westflügel leerstehen und der kompletten Sanierung harren.

## Architektur

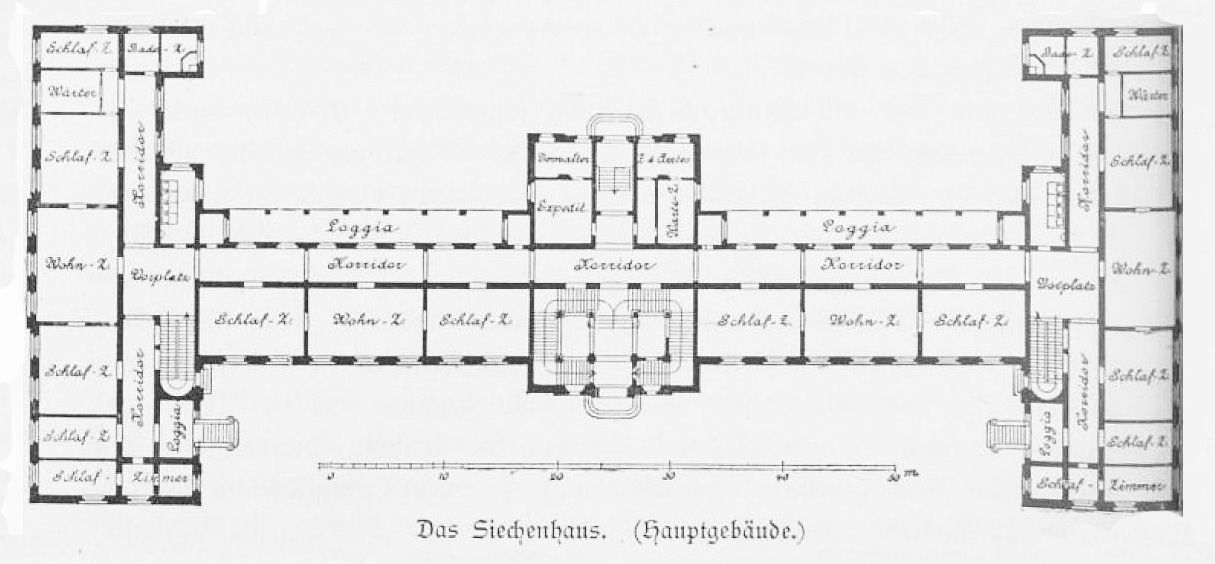
Grundriss zur Erbauungszeit
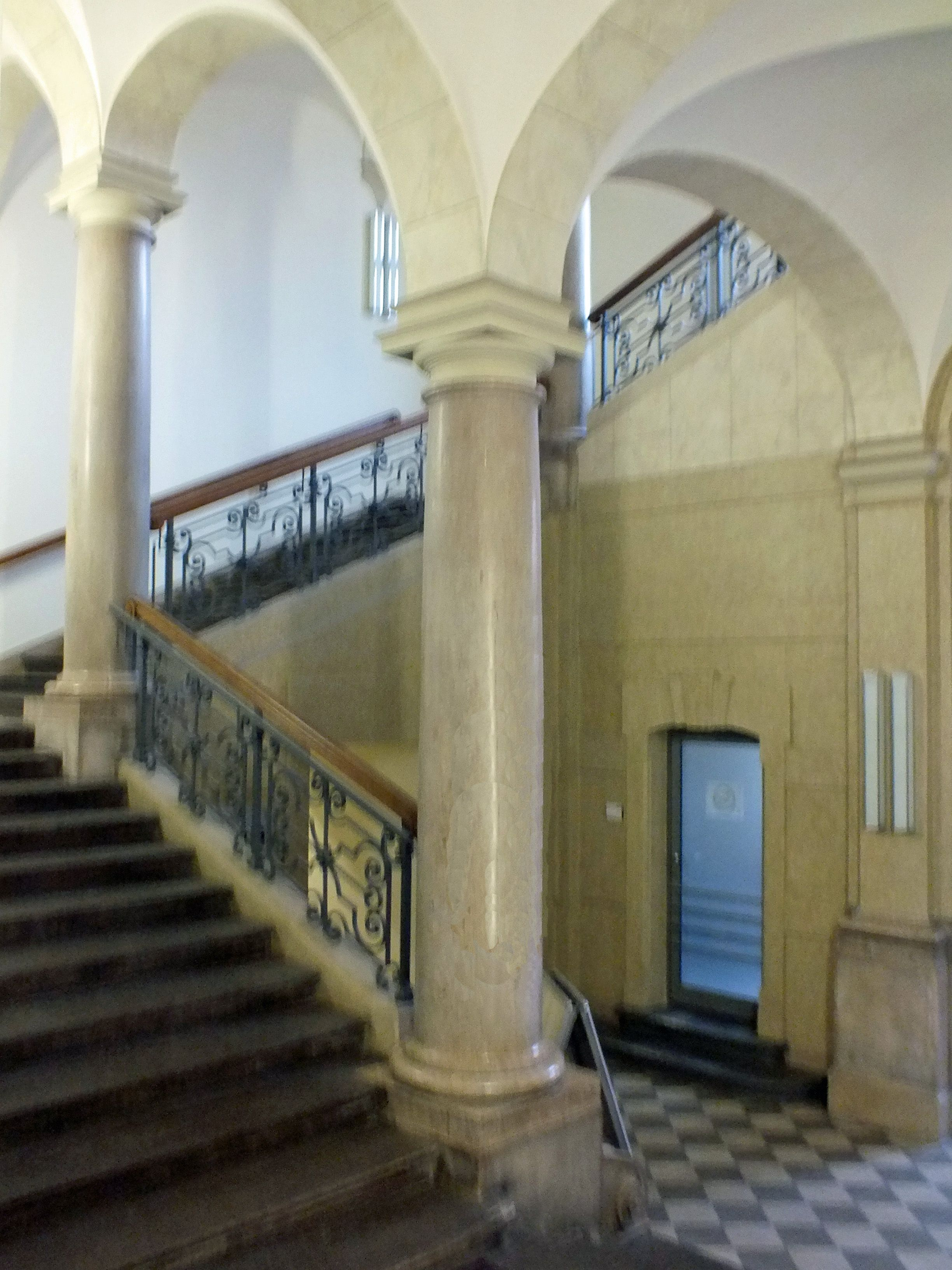
Treppenhaus (2020)

Das Rote Haus ist ein dreigeschossiger Klinkerbau mit einem teilweise ausgebauten Dachgeschoss. An einen langgestreckten zentralen Baukörper mit Mittelrisalit und Schmuckgiebel schließen sich an den Enden Seitenflügel an, sodass ein H-förmiger Grundriss entsteht. Die Gesamt-Längsausdehnung einschließlich der Seitenflügel beträgt 113 m, die Länge der Seitenflügel 47 m.
Das Walmdach ist ziegelgedeckt. Über den Fenstern und als Verbindung zwischen ihnen befinden sich dezente Sandsteingliederungen. In den straßenseitigen Ecken zwischen dem Haupt- und den Seitenflügeln stehen kleine Dachtürmchen.
Im Mittelrisalit befindet sich das großzügige, im Originalzustand erhaltene Haupttreppenhaus, welches symmetrisch ausgebildet ist und zwei sich gegenüberliegende Treppenanlagen aufnimmt. Der Mittelrisalit setzt sich auf der Gartenseite fort. 
Die einstigen Loggien an der Straßenseite sind komplett sowie an der Gartenseite abschnittsweise zu einem unbekannten Zeitpunkt wetterdicht umgebaut und verschlossen worden, offenbar um zusätzliche Räume zu gewinnen. Damit siegte – wie auch beim Dachgeschoss-Ausbau mit verputzter Fassade – der Pragmatismus über den Denkmalschutz.

## Hospitalglocke
An der Portalspitze hängt gut sichtbar eine kleine Glocke; eine derartige Ausstattung war zur Zeit der Erbauung bei hochwertigen Bauwerken durchaus üblich. Bis wann und zu welchen Anlässen sie geläutet wurde, ist unbekannt.
Falls es sich um die originale Glocke handeln sollte, so ist sie von den umfassenden, staatlich verordneten Abgabe-Bestimmungen im Ersten Weltkrieg und im Zweiten Weltkrieg als sogenannte Metallspende des deutschen Volkes verschont geblieben und hat deshalb besonderen historischen Wert. 